# Boulton and Watt
Boulton & Watt was een Brits ingenieurs- en productiebedrijf dat zich bezighield met het ontwerpen en maken van scheeps- en stationaire stoommachines. Opgericht in de Engelse West Midlands rond Birmingham in 1775. Het was een samenwerking tussen de Engelse fabrikant Matthew Boulton en de Schotse ingenieur James Watt. Het bedrijf speelde een belangrijke rol in de industriële revolutie en groeide het uit tot een belangrijke producent van stoommachines in de 19e eeuw.

## Ontstaan
James Watt had meer kapitaal nodig om de stoommachine te optimaliseren en kreeg steun van de fabrikant in ijzer, John Roebuck. John Roebuck had ook een steenkoolmijn, die te kampen had met waterinfiltratie en geloofde in het project Van James Watt om het probleem op te lossen. John Roebuck was nog in andere domeinen actief, het maken van alkali, geraakte in financiële problemen en verkocht zijn aandeel aan een andere metaalverwerkend bedrijf, Soho Manufactory van Matthew Boulton.

## Bedrijf
In 1775 werd het bedrijf opgestart. In het begin was hun stoommachine een assemblage van aangekochte onderdelen, maar in 1795 maakten ze al hun onderdelen zelf. Het bedrijf was een wieg voor aankomend talent, zoals William Brunton en William Murdoch, die in 1810 medevennoot werd. In 1849 veranderde de naam van de firma in James Watt & Co en werd de vennootschap uiteindelijk in 1895 verkocht aan W & T Avery.

## Archieven
Het bedrijf liet een uiterst gedetailleerd archief van zijn activiteiten na, dat in 1911 aan de stad Birmingham werd geschonken. Het archief wordt bewaard in de bibliotheek van Birmingham, die sindsdien verschillende andere gerelateerde archieven heeft verzameld.